# تشيمالهواكان
تشيمالهواكان ومعنى اسم المدينة بلغة ناواتل «مكان أولئك الذين لديهم دروع» وهي مدينة وبلدية تقع في الجزء الشرقي من المكسيك، تقع خارج الحدود الشمالية الشرقية لمكسيكو سيتي. وهي جزء من المنطقة الحضرية لمكسيكو سيتي الكبرى.

## المدينة
المدينة عمليا منسجمة مع البلدية. أفاد تعداد 2005 أن عدد سكان المدينة 524,223. تأسست تشيمالهواكان في عام 1259 على يد ثلاثة رؤساء يُدعون هووكسوماتل وتشالكيوتلاتوناك وتلاتزكانتيكوهتلي. نشأ هؤلاء الرؤساء وشعبهم من تولتك وكولياكان. تحدثوا بلغات تشيتشيميكا ومكسيكا ولكن مع مرور الوقت اندمجت عاداتهم وأصبحت ناواتل اللغة السائدة. ومن خلال ذلك كانت تنتمي إلى تحالف إمبراطورية الآزتيك الثلاثي في عام 1431. وقام الدومينيكان ببناء كنيسة ودير فيها عام 1563.

## لا ديغولادورا
خلال سبتمبر 2015، بدأت سلسلة من الهجمات على مواطني تشيمالهواكان. أطلق على المهاجم لقب «لا ديغولادورا» («ذا ديكابيتاتور») من قبل الصحافة المحلية والدولية بسبب استخدام السكاكين لإصابة وقتل الناس بشكل عشوائي.

## لوكا تريستيزا مكسيكانا
تم القبض على ستة أعضاء من فرقة ″لوكا تريستيزا مكسيكانا″ في مارس 2021 لارتكاب جريمتي قتل تعود لعام 2020. كان أعضاء الفرقة مدججين بالسلاح وبحوزتهم مخدرات. كما تورطوا في خطف وقتل رجل إطفاء محلي في 2018.